# Calibrachoa micrantha
Calibrachoa micrantha är en potatisväxtart som först beskrevs av Robert Elias Fries, och fick sitt nu gällande namn av J. R. Stehmann och J. Semir. Calibrachoa micrantha ingår i släktet Calibrachoa och familjen potatisväxter. Inga underarter finns listade i Catalogue of Life.